# Спасский собор Андроникова монастыря

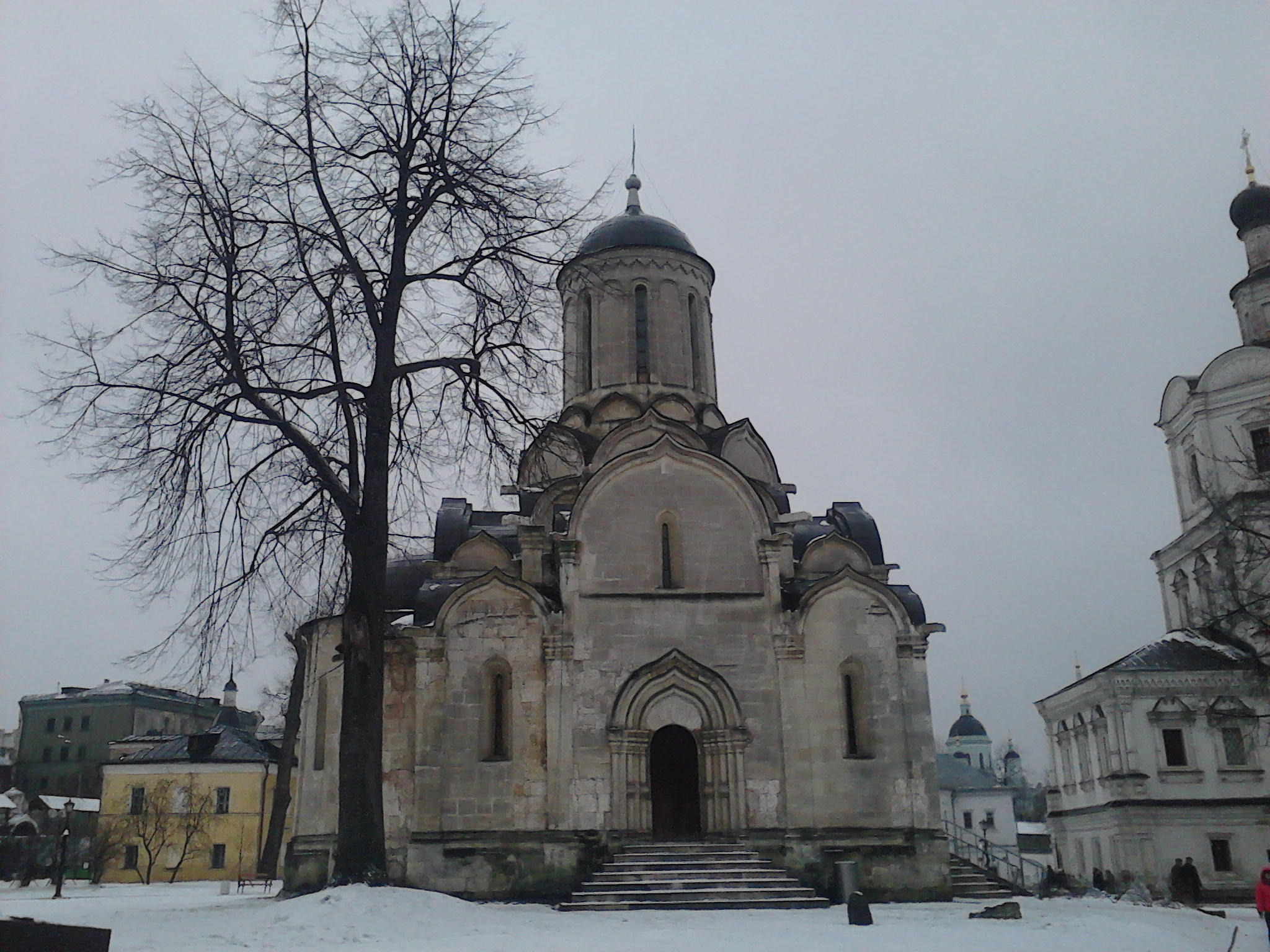
Собор в Андрониковом монастыре

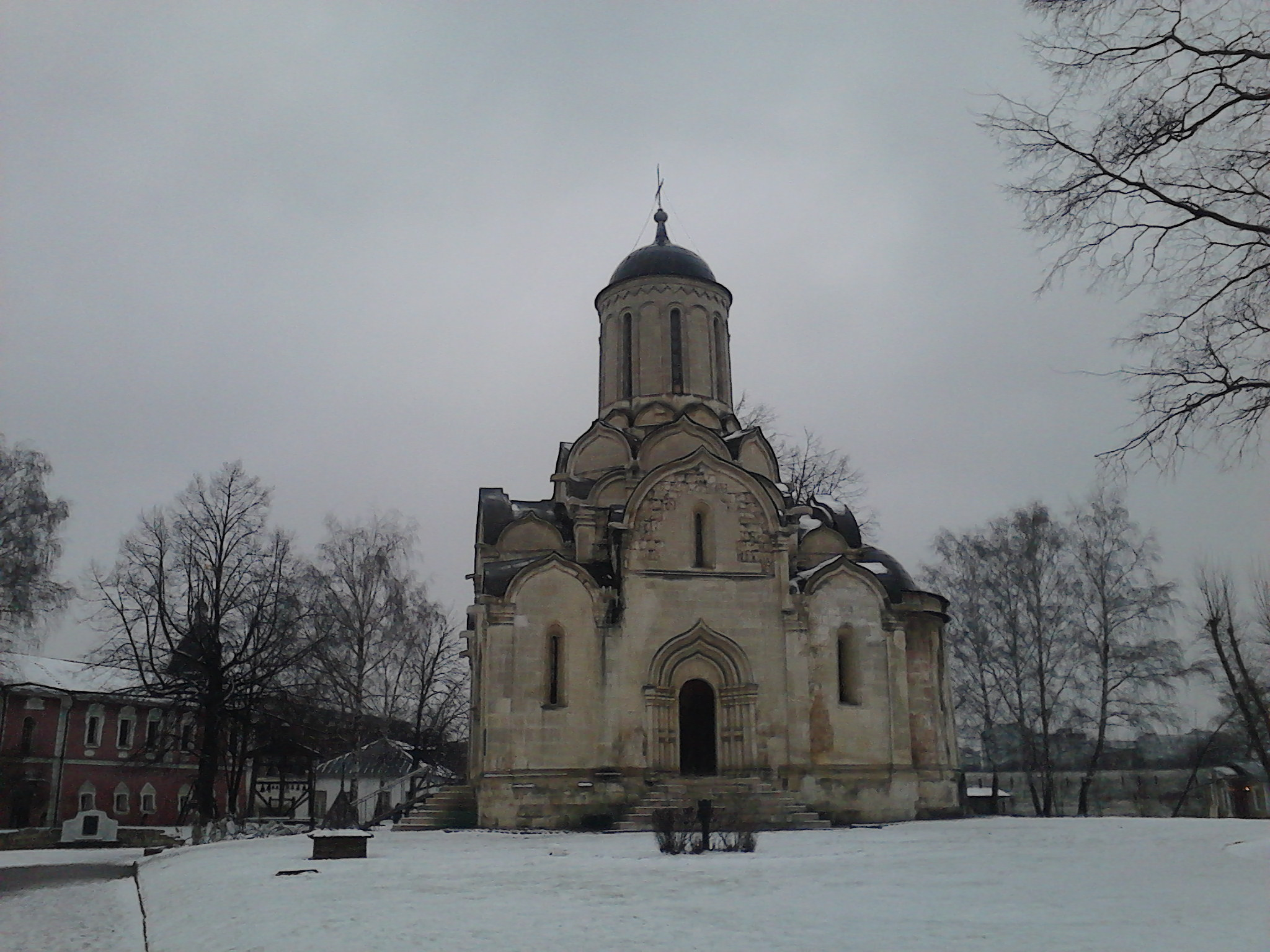

Собор Спаса Нерукотворного Образа (Спасский собор) — православный храм в Таганском районе Москвы, в бывшем Спасо-Андрониковом монастыре. Памятник раннемосковской архитектуры. Построен в 1410—1427 годах. Является самым древним сохранившимся каменным собором в Москве.

## История

### Строительство
По свидетельству агиографических источников, монастырь был основан в 1357 году. После пожара 1368 года, в котором сгорел первоначальный деревянный собор Андроникова монастыря, на его месте был выстроен Спасский собор из плинфы, фрагменты которой обнаружены в ходе раскопок 1993 года под научным руководством Олега Ульянова. От Спасского собора из плинфы сохранились архаичные по своей стилистике и исполнению белокаменные рельефы с фрагментами зооморфных и растительных композиций, входившие в первоначальную алтарную преграду. Время постройки нового собора приходится на 1410—1427 годы. Белокаменный храм того времени с каменной алтарной преградой под высокий иконостас, от которого уцелели пазы под тябла, сохранился до наших дней. Представляет собой однокупольный четырёхстолпный трёхапсидный храм.
В росписи собора весной 1428 года участвовал Андрей Рублёв, для которого она стала, согласно агиографическим источникам, «конечным рукоделием» (от первоначальных фресок сохранились лишь фрагменты растительного орнамента на откосах окон).
Опись 1763 года говорит о существовании в соборе паперти с ризничной палатой в ней, налево от западных дверей. В 1779 году архитектор Яковлев доносил о необходимости возобновления стенописи и поправки иконостаса в соборе, а также находил нужным пробить окно с западной стороны и два окна внизу между церковью и папертью и пристроить с северной стороны паперть, подобную той, которая уже окружала храм с южной и западной сторон.

### Изменения XIX века
В XIX веке собор подвергся значительным изменениям, начавшимся с частичного восстановления разрушений, происшедших в 1812 году, о которых тогдашний настоятель монастыря, архимандрит Феофан сообщал следующее: 

«В соборном монастырском храме, созданном около 1360 года святителем Алексием митрополитом, по ограблении оного, зажжён иконостас и прочее; от чего своды с главою упали внутрь храма…».
 В 1813 году под надзором архитектора Жукова в соборе были исправлены своды и устроена железная кровля, в 1818—1820 гг. — сделан новый иконостас; в 1837 году живописец Л. Жуков расписал собор внутри и снаружи, а в 1846—1850 гг., по проекту архитектора П. Герасимова, были перестроены паперти, устроены два придела с севера и юга от собора, устроен шатровый верх над ним и произведены значительные переделки внутри здания.

### XX век
В 1934 году в связи с предполагаемым сносом всего Андроникова монастыря собор был обмерен и обследован архитектором Петром Максимовым. Был составлен проект реставрации. Опубликованная в 1940 году Академией архитектуры работа об этом памятнике дала представление об архитектурной ценности Спасского собора.
В 1959—1960 годах здание собора было реконструировано в первоначальных формах по проекту Льва Давида и Сергея Подъяпольского: глава воссоздана по аналогичным памятникам владимиро-суздальского зодчества XII — начала XIII века, закомары и кокошники — по уцелевшим следам примыкания и по фрагментам. Однако спорными остаются реконструкция утраченных верхней части храма (количество кокошников у основания барабана, форма купола, пропорции барабана) и предпортальных лестниц.
С 1989 года ведутся археологические раскопки, в результате которых в 1993 году обнаружены древний престол Спасского собора и прямо под ним древнейшие захоронения, атрибутированные научным руководителем археологических исследований Олегом Ульяновым как могилы основателей Андроникова монастыря — преподобных старцев Андроника Московского и Саввы Московского.

## Художественное наследие
Существуют храмы (например, собор Рождества Пресвятой Богородицы Рождественского монастыря в Москве), построенные по подобию Спасского собора Андроникова монастыря. 